# Czesław Marchewczyk
Czesław Marchewczyk, né le 1er octobre 1912 à Cracovie et mort le 10 novembre 2003 dans la même ville, est un joueur polonais de hockey sur glace.  

## Biographie

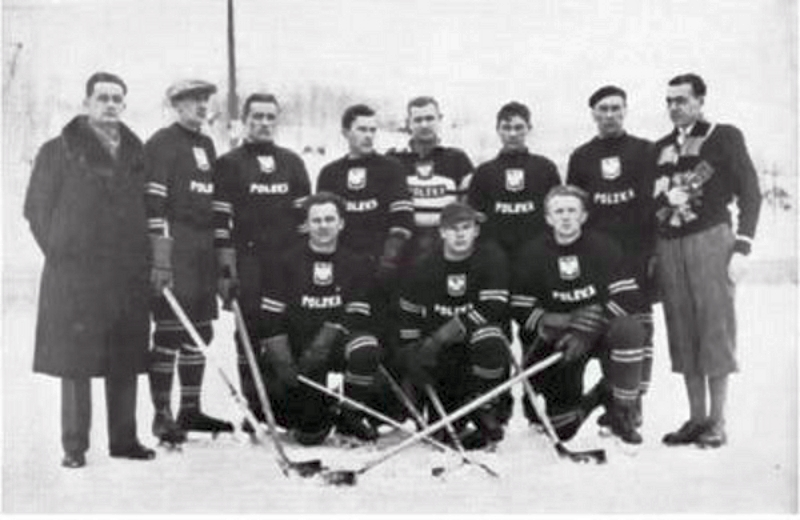
Équipe polonaise aux JO de 1932.

En club, il remporte avec le Cracovia, le Championnat de Pologne de hockey sur glace en 1937, 1946, et 1947.
Il participe aux épreuves de Hockey sur glace aux Jeux olympiques de 1932, 1936, et de 1948. 
Il prend part également à cinq Championnats du monde de hockey sur glace (1930, 1935, 1937, 1938, et 1939). 
Il est aussi joueur de handball à onze et remporte à deux reprises le Championnat de Pologne (1930 et 1933).